# ATC B06 – Egyéb hematológiai szerek
Az ATC B06 – Egyéb hematológiai szerek a gyógyszerek anatómiai, gyógyászati és kémiai osztályozási rendszerének (ATC) egyik alcsoportja.
| ATC B   | Vér és vérképzőszervek                  |
| ------- | --------------------------------------- |
| ATC B01 | Trombózis kezelésére használatos szerek |
| ATC B02 | Vérzéscsillapítók                       |
| ATC B03 | Vérszegénység elleni készítmények       |
| ATC B05 | Vérpótlók és perfúziós oldatok          |
| ATC B06 | Egyéb hematológiai szerek               |

## B06A 	Egyéb hematológiai szerek

### B06AA Enzimek
B06AA02 Fibrinolysin and desoxyribonuclease
B06AA03 Hyaluronidase
B06AA04 Chymotrypsin
B06AA07 Trypsin
B06AA10 Desoxyribonuclease
B06AA11 Bromelain
B06AA55 Streptokinase, combinations

### B06AB Other hematological products
B06AB01 Hematin